# Колядин, Олег Геннадиевич
Оле́г Генна́диевич Коля́дин (род. 15 декабря 1954, Рахов) — мэр города Находки с 2004 года, глава Находкинского городского округа с 2005 года по 29 февраля  2016 года. Пришёл к власти при поддержке губернатора С. Дарькина, ранее около 10 лет проживал во Владивостоке. По образованию инженер-механик.
Женат, имеет двух дочерей и двух внуков. Увлекается культуризмом, литературой об оружии.

## Биография
Родился 15 декабря 1954 года в западно-украинском городе Рахове. Окончил Ленинградский механический институт по специальности «инженер-механик». В 1978 году по распределению был направлен на завод в город Фрунзе Киргизской ССР, где начинал работать в должности мастера. Через 4 месяца был назначен заместителем начальника цеха, позднее — начальником цеха. В 1983 году переведён на завод в город Амурск, в 1987 году назначен коммерческим директором завода. В 1990 году переведён на целлюлозно-картонный комбинат Амурска, где занимал должность заместителя генерального директора по внешнеэкономическим связям. В 1991 году занял должность генерального директора российско-шведского совместного предприятия «Восточная Азия» во Владивостоке.
В 2003 году переехал в Находку в связи с назначением на должность генерального директора компании «Находкинский морской рыбный порт» (в котором, по мнению владивостокского издания «Золотой Рог», выполнял роль «свадебного генерала»).

### Выборы мэра Находки
19 декабря 2004 года избран мэром города Находки, набрав в первом туре 50,21 % (при явке 44 % избирателей) голосов избирателей и опередив своего основного конкурента — Надежду Мылову, которая получила 28,52 % голосов. Переизбран главой Находкинского городского округа 1 марта 2009 года, набрав 69,03 % голосов (при явке 37 % избирателей).

### Деятельность мэрии
Колядин начинал деятельность в мэрии с непопулярных мер 2005 года по легализации незаконно установленных металлических контейнеров и гаражей в микрорайонах города, что вылилось в уличные выступления и сбор подписей за отставку недавно избранного мэра. В октябре 2006 года у собственного дома с огнестрельным ранением в голову был найден мёртвым помощник мэра Олег Шашелев.
В 2006 году, сравнивая Находку с Владивостоком, Колядин заявил, что Находка будет не хуже Владивостока. В 2012 году рассказывая о планах по созданию нового сквера, он мотивировал: «Смотрим, как во Владивостоке относятся к… местам отдыха горожан и потихонечку так же развиваем своё». За время пребывания Колядина у власти в Находке (в основном на средства краевого бюджета) было завершено строительство объездной дороги, «с нуля» (на средства муниципалитета) построена набережная реки Каменки. Под личным контролем Колядина на сопке Тобольской велось строительство Казанского собора, за что в 2008 году был награждён орденом преподобного Сергия Радонежского III степени.
При этом горожане лишились таких социально значимых объектов, как стадион «Приморец», сквер Патриса Лумумбы на главной улице города, городской общественной бани (№ 2): они, как и берега озера Солёного, где начиная с 1970-х годов планировалось возведение городского парка и стадиона, оказались заняты магазинами. Среди прочего было снесено большое панно из мозаики на автобусной остановке Тихоокеанская, демонтированы фонтаны в историческом центре, их чаши засыпаны грунтом под цветочные клумбы. В заброшенном состоянии остались рядом расположенные: крупнейший в городе парк, стадион и спортивный комплекс с бассейном «Гидрострой».
Колядин поддерживал строительство в непосредственной близости от Находки нефтеперерабатывающего завода, против которого активно выступали учёные и экологи, и строительство которого в 2010 году было остановлено Ростехнадзором как не соответствующее экологическому законодательству. В 2009 и 2011 годы двое руководителей подразделений мэрии привлекались к уголовной ответственности за должностные преступления. В 2014 году, несмотря на возражения со стороны мэров Владивостока и Уссурийска, поддержал законопроект об отмене выборов мэров, заявив, что это приведёт «к тесной связи депутатов с избирателями».

### Отношения с прессой
Во время занятия должности генерального директора компании «НМРП» Колядин избегал встречи с журналистами. В период пребывания у власти за критику в адрес мэра был уволен главный редактор городской газеты «Находкинский рабочий» А. Табачков, к другому журналисту предъявлены иски за критические публикации, которые были проиграны мэрией в суде. Находкинский журналист В. Четвергов среди недостатков мэра отмечал нетерпимость последнего к любой критике. По собственному признанию Колядина, он спокойно воспринимает критику, «если она по делу и конструктивная». В этот же период произошло два покушения на журналистов (в 2010 году на В. Политаева), одно из которых (происшедшее в 2005 году с владивостокским корреспондентом Н. Хоменко) было связано редакцией газеты «Золотой Рог» с публикациями о произошедшем переделе власти и собственности в городе. Сложившуюся ситуацию в 2010 году так описывало краевое издание VestiRegion: «В Находке молчание — золото, а лишние разговоры слишком часто оказываются чреваты большими неприятностями... И СМИ местные предпочитают менее скользкие темы: ибо в них и за вполне невинные статьи и сюжеты можно лишиться работы».

### Связь с «БИМС»
С избранием Колядина мэром Находки ряд владивостокских изданий связывает приход во власть членов товарищества с ограниченной ответственностью «БИМС», позднее ставшим ООО «БИМС». Участникам «БИМС» (которую также считают группировкой) приписывают совершение многочисленных насильственных преступлений как в самой Ливадии, так в Находке и посёлке Врангель.
Название фирмы из посёлка Ливадия (с 2004 года в черте Находки) образовано по первым буквам фамилий её учредителей: Баринов, Ильин, Маноконов, Серганов. Олег Серганов стал заместителем мэра, Руслан Маноконов — советником мэра (а позднее депутатом Законодательного Собрания Приморского края). С этой фирмой также связывают председателя находкинской думы Михаила Пилипенко и Сергея Бастракова, ставшего советником мэра, а позднее уехавшего за рубеж в связи с расследованием уголовного дела по созданию преступного сообщества.